# 報道発 ドキュメンタリ宣言
『報道発 ドキュメンタリ宣言』（ほうどうはつドキュメンタリせんげん）は、2008年11月3日から2011年9月24日まで、テレビ朝日で生放送（一部は事前収録）されていたドキュメンタリー番組である。ハイビジョン制作。新聞の番組表では「ドキュメンタリ宣言」、後述の放送枠移動後は「D宣言」と記載されていた。
2009年11月2日からは字幕放送が実施された。
御殿場事件、高知白バイ衝突死事故はこの番組で注目された。

## 概要
番組ナビゲーター（司会進行）には、同局で放送されている報道番組『ザ・スクープ』『朝まで生テレビ!』『報道ステーション』『サンデースクランブル』などでキャスター・進行、レポーターを務めている長野智子が担当した。
番組名が「ドキュメンタリー」ではなく「ドキュメンタリ」としている理由は、番宣によると、「ー」の文字を隠すことで、一線を画すの意味合いが込められていた。
この時間帯はローカルセールス枠で、一部系列局では、月1回程度のレギュラー番組もしくは特別番組を放送することによって当番組が時差放送または未放送となる場合がある。そのため番組宣伝及び次回予告には「一部地域を除く」という一文が付け加えられていた。
初回（2008年11月3日）に放送された長門裕之・南田洋子夫妻のドキュメントは22.9%（ビデオリサーチ調べ、関東地区・世帯・リアルタイム）の高視聴率を記録。この影響によりテレビ朝日系BSデジタル放送のBS朝日でも単発枠で放送され、2009年4月20日には初回（第一章）の続きとなる第二章が放送された。第1回こそ高視聴率を得たものの、第2回以降の視聴率は一桁が続いた。
2009年5月10日（日曜日）14:00 - 15:25には、以前2時間スペシャルで放送した川島芳子の特別編を放送している。

### 放送時間変更へ
2010年春の改編により、月曜19時台にはネオバラエティ枠の番組である『もしものシミュレーションバラエティー お試しかっ!』が移動しており、本番組は同年4月3日から毎週土曜日17時台前半に枠を移動して放送するものの、3月8日放送分で最終回扱いとしているネット局が多く、結局、全系列局が定期放送を終了（以後、系列局は一部の回のみ放送する形を取っている）。
地上波では事実上の関東ローカル放送に格下げとなったが、それにあわせ、当改編よりBS朝日でも毎週月曜日の23時30分より2日遅れで放送を開始したが、同年11月以降は放送時間が3時間30分繰り下げられ、毎週火曜日3時00分（月曜日深夜）から放送していた。BS朝日での放送により、ANN系列放送局がない地域でも見られるようになった。その後、地上波より1週間遅れの毎週土曜日1時30分から（金曜日深夜）の放送となった。
内容的には、長野の進行場所がバーチャルスタジオからニュースルームに移り、ナレーションなどでの俳優起用も取り止めるなど制作予算を大幅に減らすことが図られている反面、長野が現地へ体当たりレポートをしたり、スタジオに専門家を呼んだりして結果として機動性の高い放送になった。
2010年9月18日は19:00 - 20:51の枠で『総力取材 異常気象スペシャル』と題して、特別番組ではあるものの地上波の全国ネットで半年ぶりにゴールデンタイムで放送された。また、同年10月30日には16:30 - 17:30の拡大版を放送した。
2011年9月を以て番組そのものは終了。同年10月から2017年4月2日までは長野がメインキャスターを務めた日曜昼前→日曜夕方放送の『報道ステーション SUNDAY』の1コーナーとして、再び全国放送されていた。

## 出演者
ナビゲーター
- 長野智子

ナレーター
- 小林薫
- 大竹しのぶ
- 竹下景子（2009年4月 - ）
- 渡辺宜嗣（当時テレビ朝日アナウンサー、2009年秋 - ）
- 下平さやか（テレビ朝日アナウンサー、2010年春 - ）
- 小早川正昭…番宣のナレーション担当（不定期で本編ナレーションも）

## テーマ曲
- 「LOVE,TRUST,BELIEVE」（DAISHI DANCE）

## スタッフ
- 構成：武田浩
- 題字：片岡鶴太郎 - 各回のテーマタイトルを担当
- チーフディレクター：吉川徹
- プロデューサー：紫藤泰之（テレビ朝日）、阪本明（viviA）
- チーフプロデューサー：佐藤彰（テレビ朝日）
- 制作協力：テレビ朝日映像ほか
- 制作著作：テレビ朝日

### 過去のスタッフ
- スタジオ演出：本井健吾（テレビ朝日）
- プロデューサー：小俣貴史（テレビ朝日）
- チーフプロデューサー：原一郎（テレビ朝日）